# Market Cross
Un Market Cross es un mercado marcado con una cruz que se encuentra en ciudades y pueblos de Escocia, donde el intercambio y el comercio eran parte de la vida económica.
Originalmente fue un lugar donde los comerciantes se reunían; más tarde se convirtió en el centro de la ciudad, donde se llevaban a cabo eventos como ejecuciones, anuncios o proclamas. Aún a día de hoy se realizan por tradición eventos como la convocatoria de elecciones generales o la sucesión de nuevos monarcas en el Mercat Cross de Edimburgo.
A pesar del nombre, la cruz del Mercat cross no es en realidad una cruz: las variaciones oscilan desde un palo corto clavado en el suelo hasta un pilar en la llamada "casa de la cruz" de Edimburgo. 
Algunos emigrantes escoceses llevaron la idea con ellos a países como Canadá y Australia por lo que algunas ciudades del Nuevo Mundo han tenido uno en el centro de la ciudad.

## Lugares con Mercat Crosses

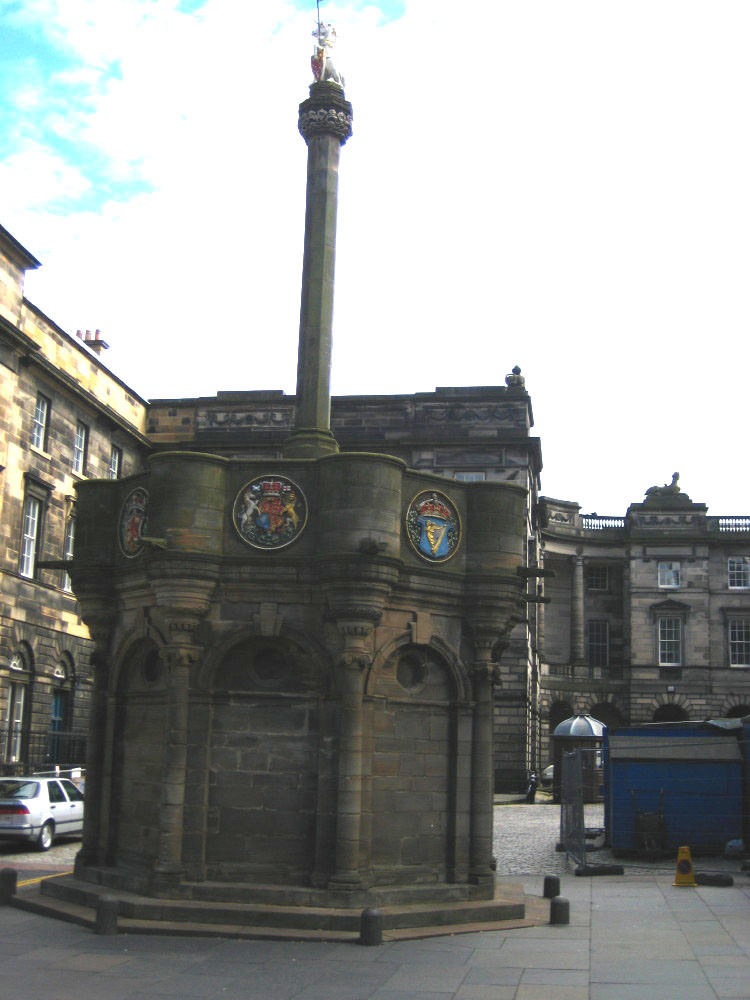
El Mercat cross de Royal Mile, Edimburgo.

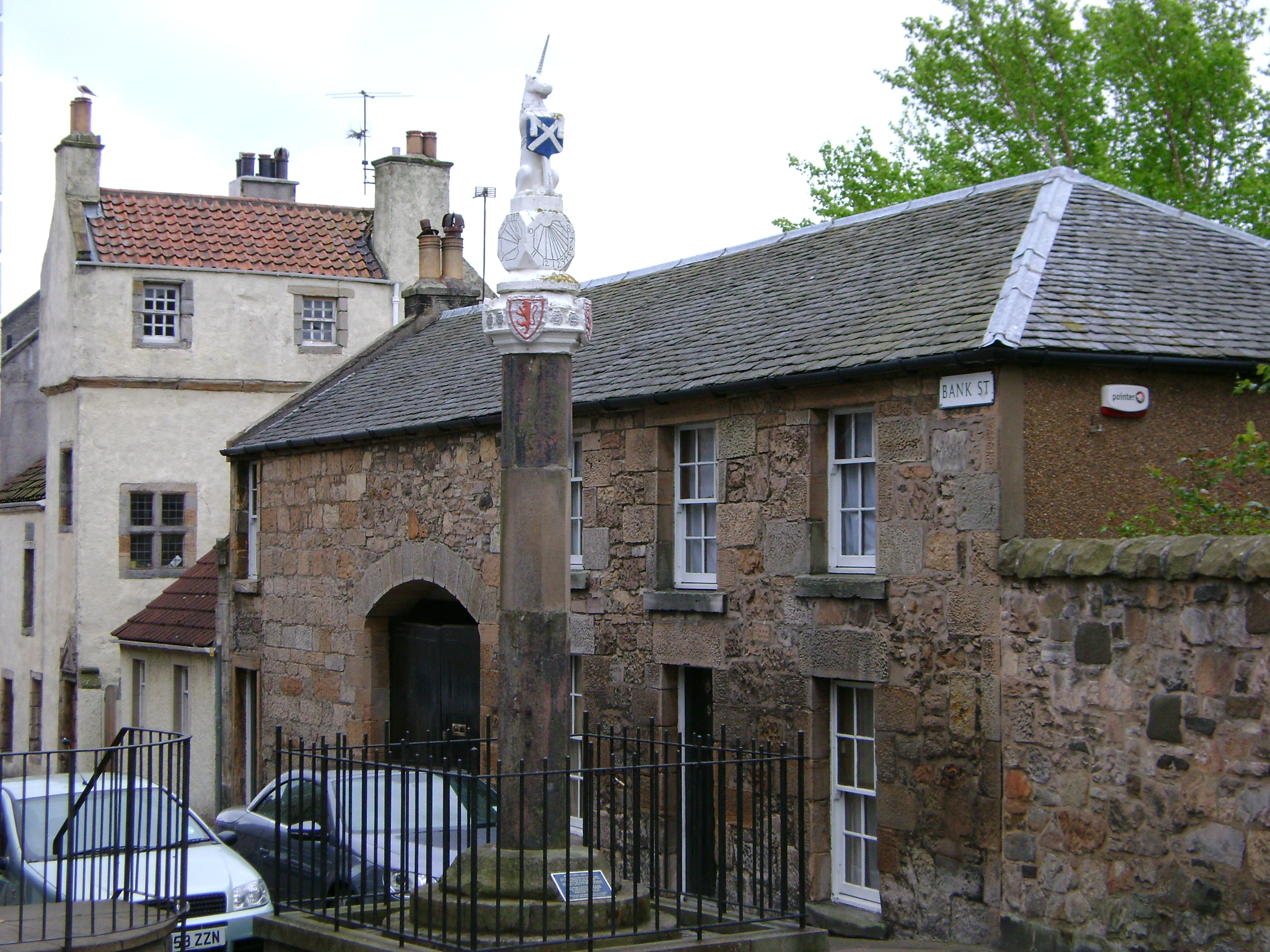
Uno de los mejores ejemplos de Mercat cross está en Inverkeithing, Fife.

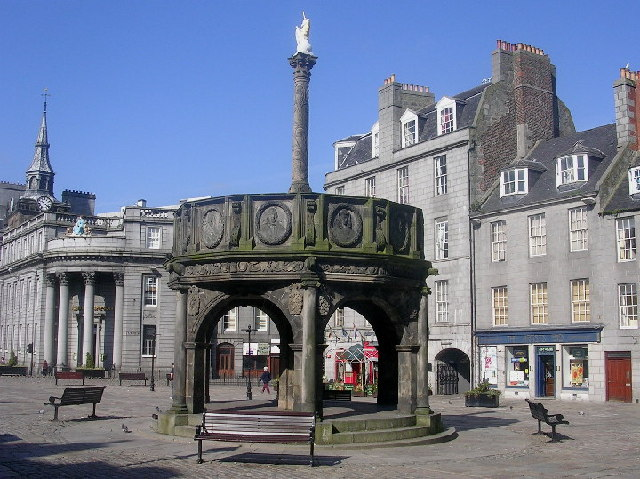
Mercat Cross en Aberdeen.

- Aberdeen
- Aberlady
- Abernethy, Perth y Kinross
- Anstruther
- Banff
- Beauly
- Biggar
- Brechin
- Burntisland
- Callander
- Campbeltown
- Canongate, Edimburgo
- Carnwath
- Clackmannan
- Cockburnspath
- Coldingham
- Crail
- Crieff
- Cullen
- Culross
- Cumnock
- Cupar
- Dingwall
- Dornoch
- Doune
- Duffus
- Dumfries
- Dundee
- Dunfermline
- Dunkeld
- Duns
- Edimburgo
- Falkirk
- Fettercairn
- Forfar
- Forres
- Fraserburgh
- Galashiels
- Gifford
- Glasgow
- Haddington
- Houston, Renfrewshire
- Inveraray
- Inverbervie
- Inverkeithing
- Inverness
- Irvine
- Jedburgh
- Kilmarnock
- Kilmaurs
- Kincardine on Forth
- Kinross
- Kirkcaldy
- Kirkcudbright
- Kirkwall
- Langholm
- Leven, Fife
- Linlithgow
- Luss
- Maybole
- Meikleour
- Melrose, Escocia
- Moffat
- Moniaive
- Montrose, Angus
- Musselburgh
- North Berwick
- Oldhamstock
- Old Rayne
- Ormiston
- Peebles
- Perth, Escocia
- Preston, East Lothian
- Prestonpans
- Prestwick
- Rutherglen
- St Andrews
- Scone Palace
- South Queensferry
- Stirling
- Stonehaven
- Swinton
- Tain
- Thornhill
- Turriff
- Whithorn
- Wick, Highland